# ブラック・アンド・ブルー (バックストリート・ボーイズのアルバム)
『ブラック・アンド・ブルー』 (Black & Blue) は、バックストリート・ボーイズによる4枚目のオリジナルアルバムである。

## 解説
日本ではオリコンで3位を記録し、他国では首位になった国もある。
2001年には日本ゴールドディスク大賞で「ポップ・アルバム・オブ・ザ・イヤー賞」を受賞した。
同年にはDVD付きの「ブラック・アンド・ブルー　シークレット・ダイアリー」が発売された。
なお、このアルバムを持って、オリジナルアルバムのリリースは2005年の『ネヴァー・ゴーン』まで一時休止となる。

## 収録曲
1. ザ・コール (Tha Call) - 3:24
作詞・作曲: Max Martin, Rami Yacoub　編曲: Max Martin, Rami Yacoub
2. シェイプ・オブ・マイ・ハート (Shape of My Heart) - 3:50
作詞・作曲: Max Martin, Lisa Miskovsky, Rami Yacoub　編曲: Max Martin, Rami Yacoub
3. ゲット・アナザー・ボーイフレンド (Get Another Boyfriend) - 3:06
作詞・作曲: Max Martin, Rami Yacoub　編曲: Max Martin, Rami Yacoub
4. シャイニング・スター (Shining Star) - 3:24
作詞・作曲: Nick Carter, Howie Dorough, Jernberg, Winnberg　編曲: Rodney Jerkins
5. アイ・プロミス・ユー　（ウィズ・エヴリシング・アイ・アム） (I Promise You (With Everything I Am)) - 4:22
作詞・作曲: Dan Hill　編曲: Timmy Allen, Veit Renn
6. ジ・アンサー・トゥ・アワー・ライフ (The Answer to Our Life) - 3:17
作詞・作曲: Nick Carter, Howie Dorough, Brian Littrell, A.J. McLean, Kevin Richardson　編曲: Per Magnusson, David Kreuger
7. エヴリワン (Everyone) - 3:31
作詞・作曲: Kristian Lundin, Andreas Carlsson　編曲: Kristian Lundin
8. モア・ザン・ザット  (More Than That) - 3:44
作詞・作曲: Adam Anders, Jernberg, Winnberg　編曲: Francis & LePont
9. タイム (Time) - 3:56
作詞・作曲: Nick Carter, Howie Dorough, Brian Littrell, A.J. McLean, Kevin Richardson　編曲: Babyface
10. ノット・フォー・ミー (Not For Me) - 3:15
作詞・作曲: Kristian Lundin, Andreas Carlsson, Jake Schulze　編曲: Kristian Lundin
11. イエス・アイ・ウィル (Yes I Will) - 3:50
作詞・作曲: Brian Kierulf, A.J. McLean, Josh M. Schwartz　編曲: Timmy Allen
12. イッツ・トゥルー (It's True) - 4:14
作詞・作曲: Kevin Richardson, Max Martin, Andreas Carlsson　編曲: Per Magnusson, David Kreuger
13. ホワット・メイクス・ユー・ディファレント (What Makes You Different (Makes You Beautiful)) - 3:35
作詞・作曲: Howie Dorough, Steve Diamond, Andreas Carlsson　編曲: Andreas Carlsson
14. ハウ・ディド・アイ・フォール・イン・ラヴ・ウィズ・ユー (How Did I Fall in Love with You) - 4:05
作詞・作曲: Howie Dorough, Andrew Fromm, Calum MacColl　編曲: Timmy Allen
15. オール・アイ・ハフ・トゥ・ギヴ　（アカペラ）  (All I Have to Give - a cappella) 3:48
作詞・作曲: Full Force

　シークレット・ダイアリー(DVD) - 「ブラック・アンド・ブルー　シークレット・ダイアリー」のみ
1. Opening
2. Introduction-BSB
3. MTV Fanatic
4. MTV CRIBS featuring AJ
5. Around the World Tour (Documentary)
6. SOMH Performance (Live at the MTV Music Video Awards ～ Times Square)

## 参考
1. ↑  ORICON STYLE ブラック・アンド・ブルー オリコン芸能人事典
2. ↑  Billboard: Hits of the World (63頁)
3. ↑  第15回 日本ゴールドディスク大賞・受賞作品